# Stoppelfeld

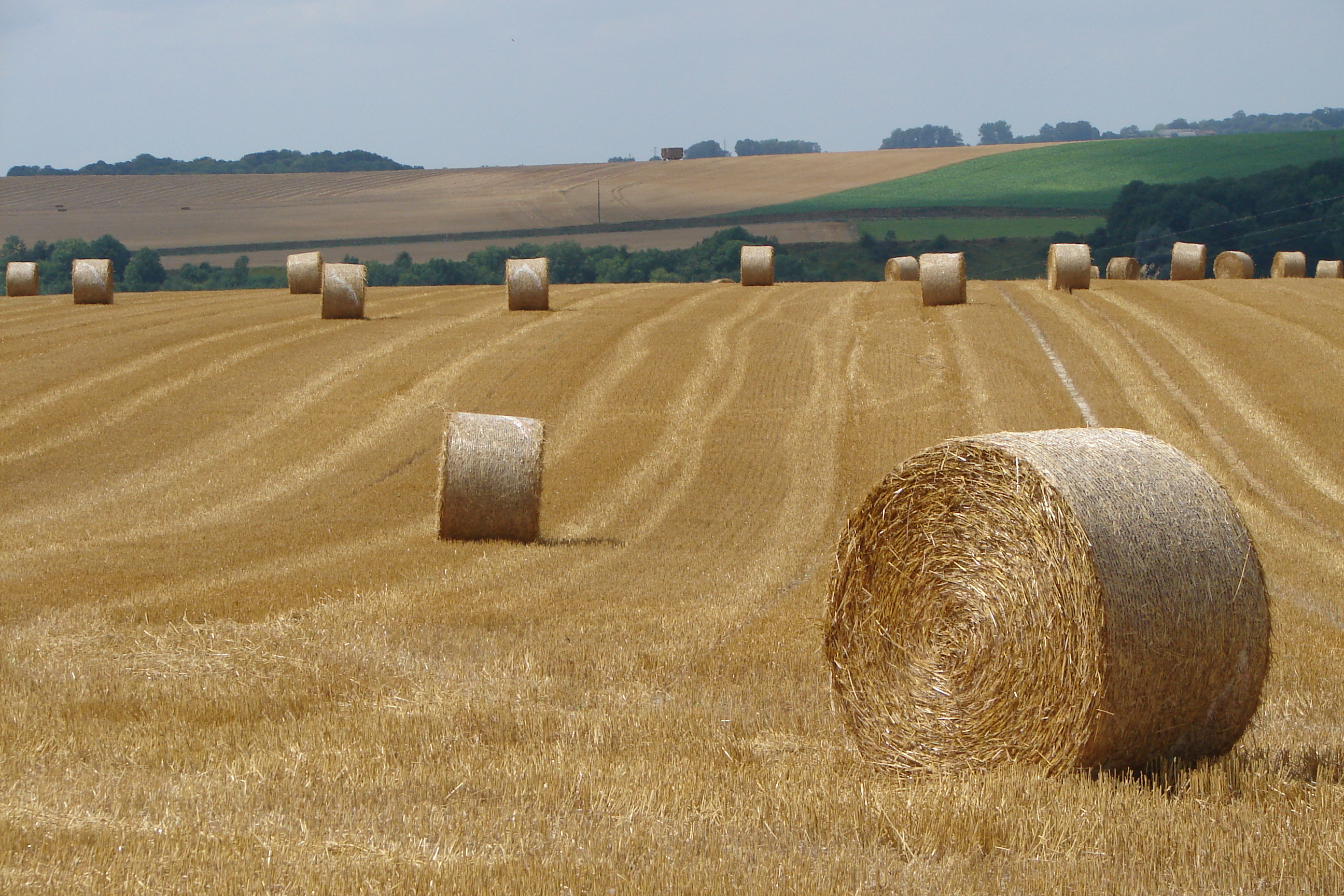
Stoppelfeld mit Strohballen in der Picardie

Ein Stoppelfeld ist ein abgeernteter Getreide-Acker, auf dem noch die unteren Stängelteile der Pflanzen eingewurzelt stehen bleiben. Bei Wiedernutzung des Ackers kann anschließend entweder eine Bodenbearbeitung (z. B. Umpflügen) oder eine Direkteinsaat erfolgen. Die Bewuchsreste dienen dabei jeweils als Dünger für den Folgeanbau.
Das Abbrennen von Stoppelfeldern ist in vielen Ländern verboten. Damit können große Umweltschäden und weitere Brandzerstörungen vermieden werden.

## Geschichte

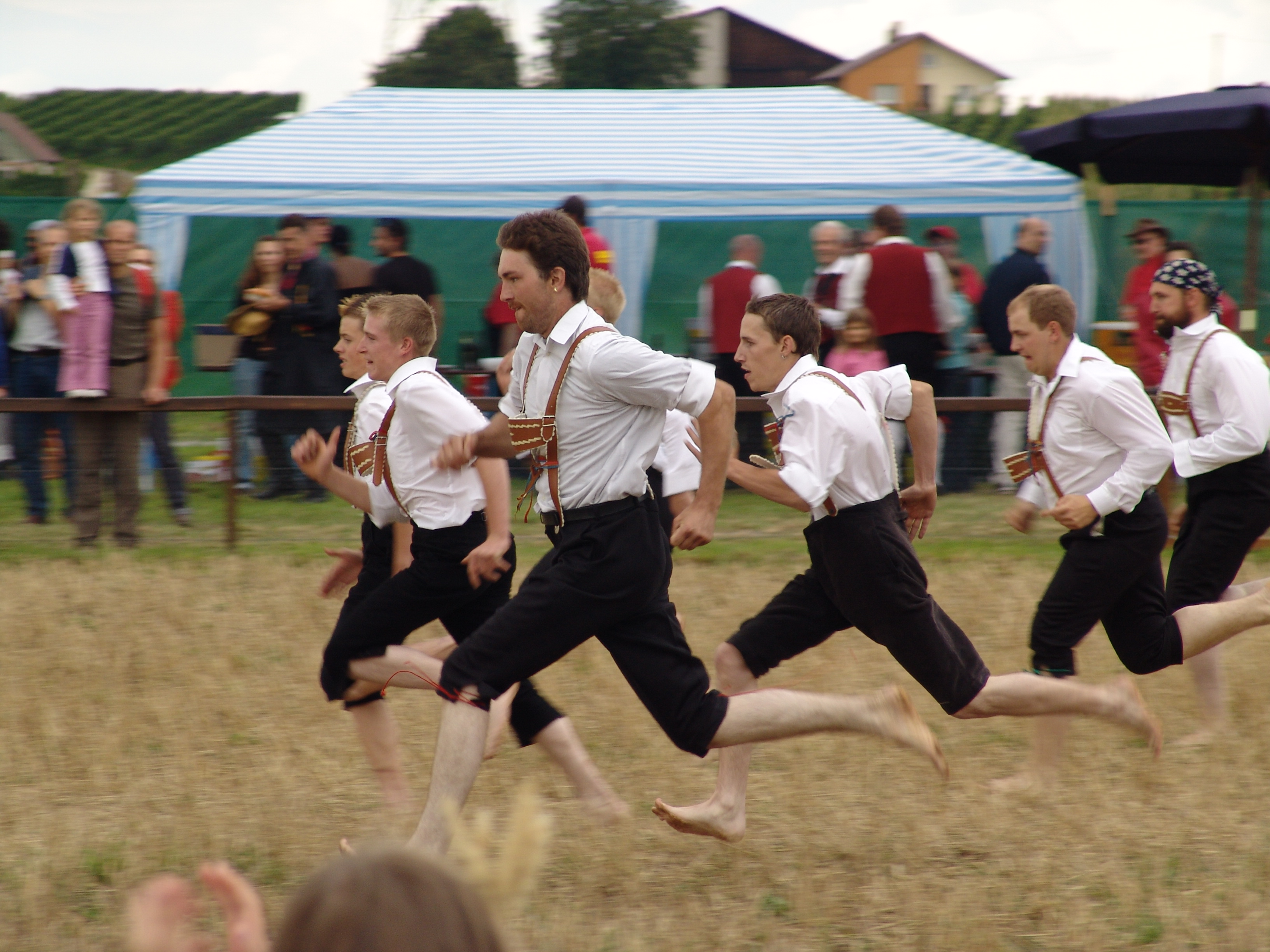
Barfuß übers Stoppelfeld beim Schäferlauf

Bis ins 20. Jahrhundert hinein, haben die Kinder auf dem Land (Deutschland) – weil sie oft nur ein Paar „Sonntagsschuhe“ besaßen und ansonsten nur mit Klompen oder barfuß liefen – eine spezielle Lauftechnik auf Stoppelfeldern genutzt, bei der man die Füße immer nur soweit anhob, dass sie nicht über die Stoppeln hinauskamen und sich diese dadurch beim Laufen umlegten und nicht mit ihren Enden in die Fußsohle stachen.
In Markgröningen gibt es heute noch den traditionellen Schäferlauf, bei dem nur echte Schäfer und Schäferstöchter im Wettlauf barfuß über ein 300 Schritt langes Stoppelfeld rennen. Ziel ist es, damit zu zeigen, dass man schneller als ein flüchtendes Schaf ist.

## Stoppeln

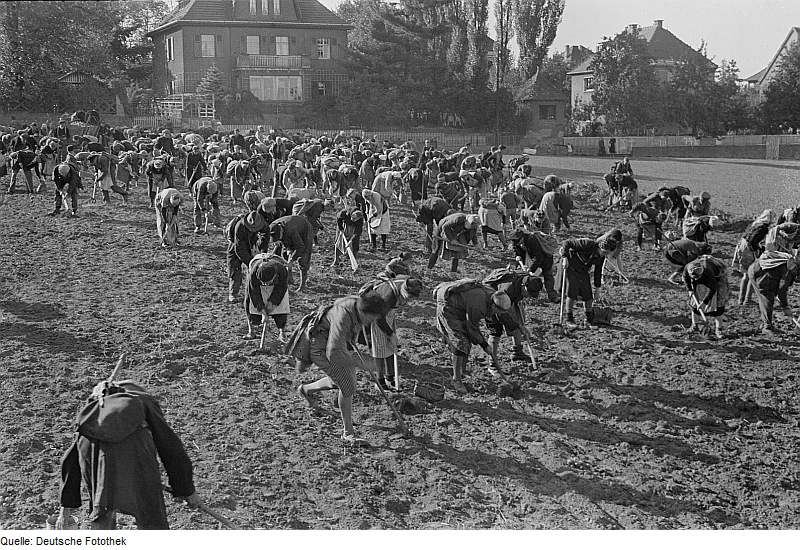
Kartoffelstoppeln um 1946 bei Leipzig

Als Stoppeln wird umgangssprachlich das Einsammeln von Ackerfrüchten auf abgeernteten Feldern genannt. Dabei handelt es sich meist um Kartoffeln, aber auch Zwiebeln oder Möhren werden gestoppelt. Ein Buch aus dem Jahr 1861 definiert den Begriff „Kartoffelstoppeln“ wie folgt: „Unter Kartoffelstoppeln versteht man das Nachlesen auf den abgeernteten Kartoffeläckern von Seiten armer Leute.“
Im Zweiten Weltkrieg, als viele Menschen den Bauern bei der Kartoffelernte halfen, durften sie nachher als Dank die übrig gebliebenen Kartoffeln von den Feldern einsammeln. Gestoppelt wird auch noch in der Gegenwart, wobei es sich keinesfalls nur um Menschen mit geringem Einkommen handelt, die sich die Ackerfrüchte nicht leisten könnten. Es sind oft Menschen, die „[…] das Stoppeln noch aus ihrer Kindheit kennen und das nun der jüngeren Generation zeigen woll[t]en“.
Rechtlich gesehen ist das Stoppeln nur mit dem Einverständnis des zuständigen Landwirts erlaubt, da es streng juristisch gesehen in Deutschland unter § 248a StGB, „Diebstahl und Unterschlagung geringwertiger Sachen“ fällt. Die Landwirte handhaben entsprechende Anfragen sehr unterschiedlich.
Bei Verstößen wird gelegentlich das Wort „Ackerfriedensbruch“ genannt, mit dem schon das Betreten eines Ackers eine Straftat sei. Die deutsche Rechtsprechung kennt diesen Begriff allerdings nicht. Zudem gibt es in Deutschland regionale rechtliche Unterschiede beim Betretungsrecht. So dürfen in Baden-Württemberg „ungenutzte Grundflächen“, zu denen „auch Stoppelfelder nach der Ernte und vor der erneuten Bestellung“ zählen, betreten werden.

## Sonstiges
Da aufgrund der vorangegangenen Ernte auf einem Stoppelfeld – im Gegensatz zu anderen Zuständen eines Feldes – kein nennenswerter Flurschaden verursacht werden kann, werden diese von Reitern häufig für Geländeritte genutzt.
Stoppelfelder können im Herbst wichtige Orte für die Nahrungssuche von Zugvögeln sein.

Stoppelfelder mit Zugvögeln auf Nahrungssuche
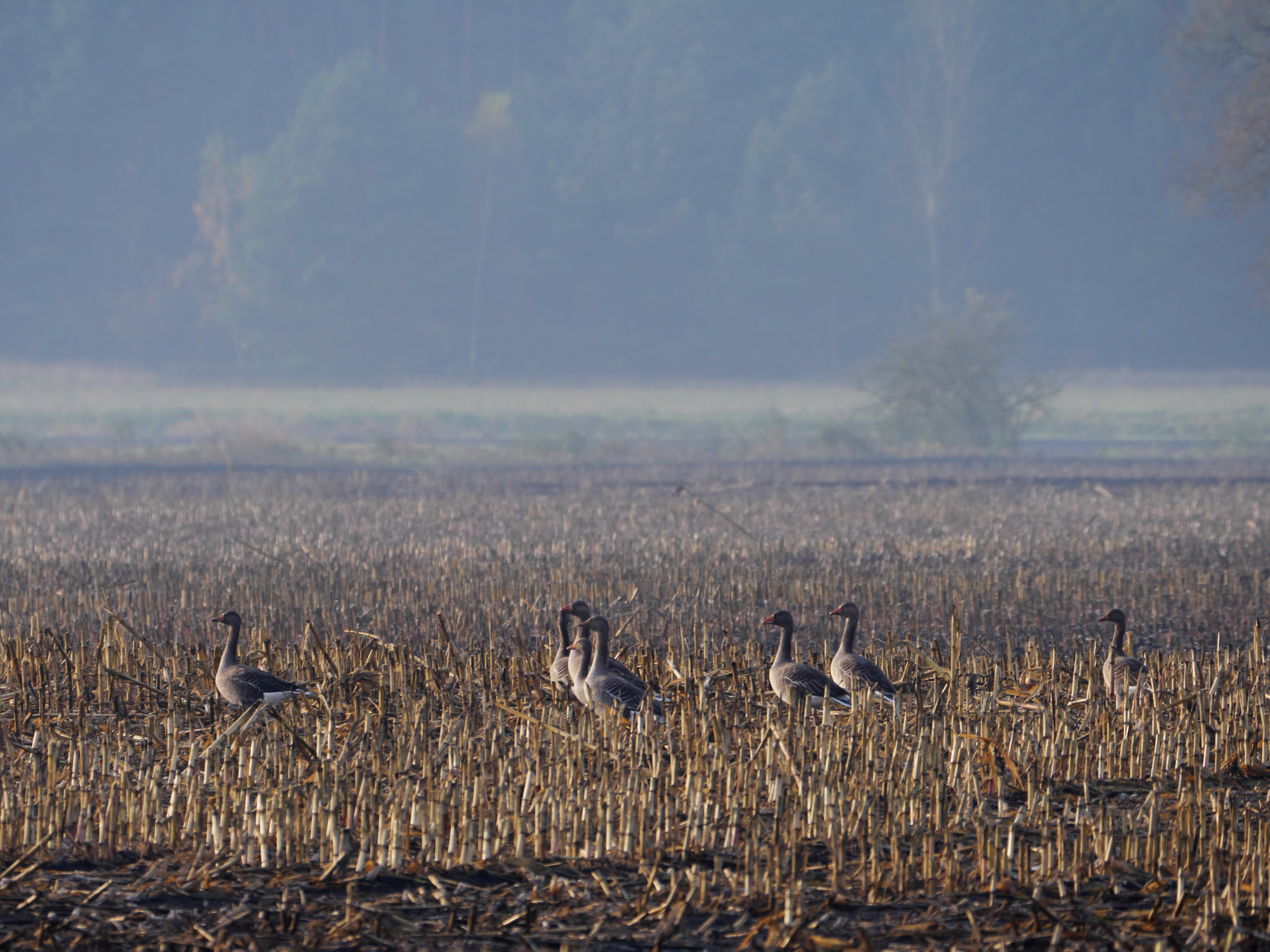
Graugänse
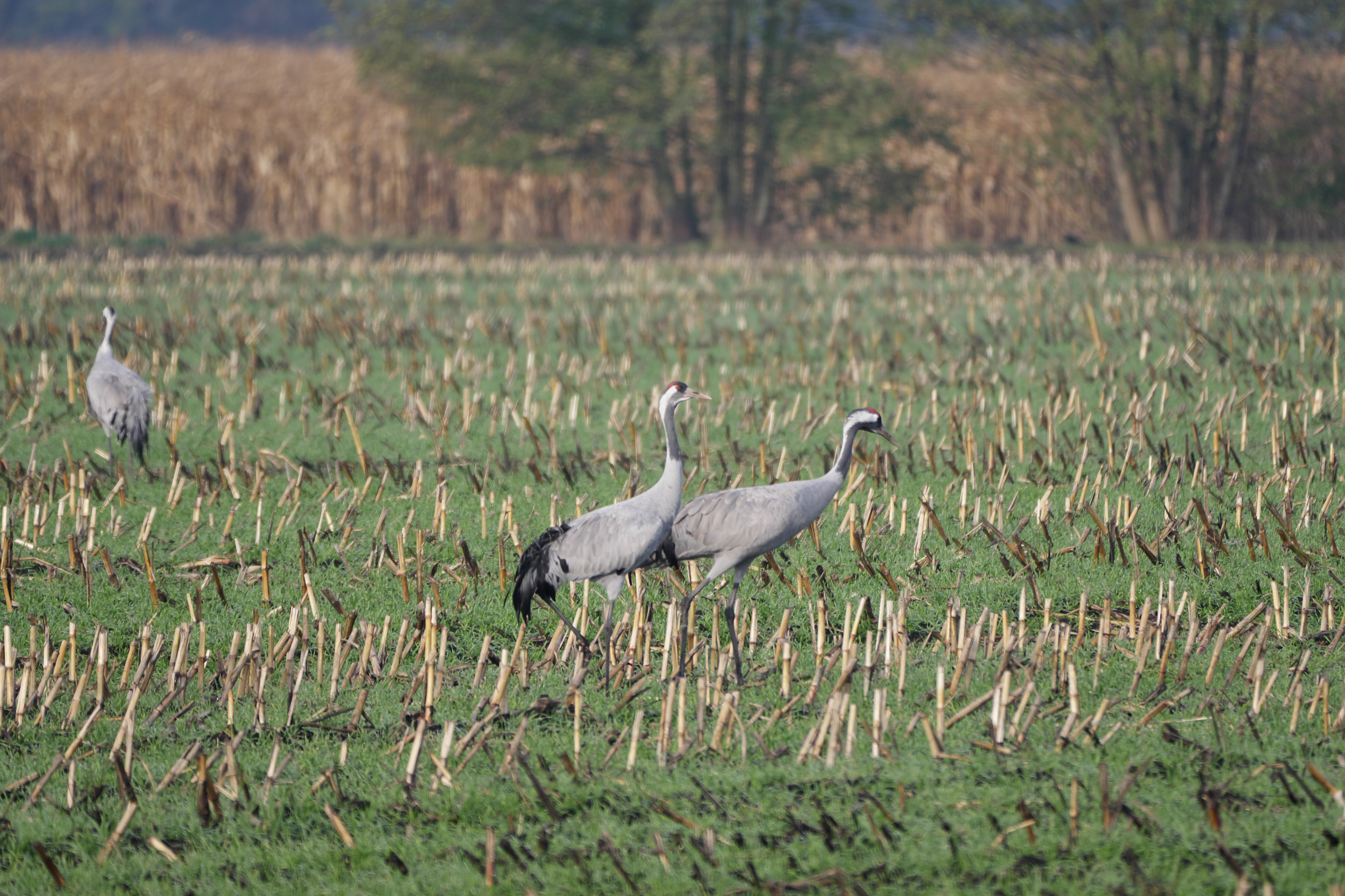
Kraniche